# Tomosvaryella synadelpha
Tomosvaryella synadelpha är en tvåvingeart som först beskrevs av Perkins 1905.  Tomosvaryella synadelpha ingår i släktet Tomosvaryella och familjen ögonflugor. Inga underarter finns listade i Catalogue of Life.